# Gloria Henry (actrice)
Pour les articles homonymes, voir Henry et Gloria Henry.
Gloria McEniry, née le 2 avril 1923 à La Nouvelle-Orléans (Louisiane) et morte le 3 avril 2021 à Los Angeles, est une actrice américaine, connue sous le nom de scène de Gloria Henry.

## Biographie
Au cinéma, Gloria Henry contribue à vingt-six films américains — principalement de série B — sortis entre 1947 et 1958, dont le film noir L'Homme de main de Ted Tetzlaff (1949, avec George Raft et Nina Foch) et le western L'Ange des maudits de Fritz Lang (1952, avec Marlene Dietrich et Arthur Kennedy).
Après 1958, elle tourne deux autres films à ce jour réalisés par Charles Matthau, Doin' Time on Planet Earth (1988, avec Martha Scott et Adam West) et Un secret pour tous (2005, avec Estella Warren et Christian Kane).
Pour la télévision, Gloria Henry apparaît dans trente-trois séries à partir de 1952, dont Perry Mason (un épisode, 1957), Denis la petite peste (cent-quarante-cinq épisodes, 1959-1963, dans le rôle récurrent de la mère) et Dallas (deux épisodes, 1989-1990).
Sa dernière série est Parks and Recreation (un épisode, 2012). S'y ajoutent quatre téléfilms, le premier diffusé en 1956, le dernier en 1991.

## Filmographie

### Cinéma (intégrale)
- 1947 : Sports of Kings de Robert Gordon : Doc Richardson
- 1947 : Keeper of the Bees de John Sturges : Alice
- 1947 : Bulldog Drummond Strikes Back de Frank McDonald : Ellen Curtiss
- 1948 : Adventures in Silverado de Phil Karlson : Jeannie Manning
- 1948 : Port Saïd (Port Said) de Reginald Le Borg : Gila Lingallo / Helena Guistano
- 1948 : The Arkansas Swing de Ray Nazarro : Margie MacGregor
- 1948 : The Strawberry Roan de John English : Connie Bailey
- 1948 : Triple Threat (en) de Jean Yarbrough : Ruth Nolan
- 1948 : Racing Luck (en) de William Berke : Phyllis Warren
- 1949 : Rusty Saves a Life de Seymour Friedman : Lyddy Hazard
- 1949 : Law of the Barbary Coast de Lew Landers : Julie Adams
- 1949 : L'Homme de main (Johnny Allegro) de Ted Tetzlaff : Addie
- 1949 : Air Hostess de Lew Landers : Ruth Jackson
- 1949 : Miss Grain de sel (Miss Grant Takes Richmond) de Lloyd Bacon : Helen White
- 1949 : Feudin' Rhythm d'Edward Bernds : Valerie Kay
- 1949 : Riders in the Sky (en) de John English : Anne Lawson
- 1950 : Kill the Umpire de Lloyd Bacon : Lucy Johnson
- 1950 : Rookie Fireman de Seymour Friedman : Peggy Walters
- 1950 : The Tougher They Come de Ray Nazarro : Rattle Rafferty
- 1950 : Counterspy Meets Scotland Yard de Seymour Friedman : Martha Holden
- 1950 : Lightning Guns de Fred F. Sears : Susan Atkins
- 1951 : Al Jennings Oklahoma de Ray Nazarro : Alice Calhoun
- 1951 : Yellow Fin de Frank McDonald : Nina Torres
- 1952 : L'Ange des maudits (Rancho Notorious) de Fritz Lang : Beth Forbes
- 1953 : Hot News d'Edward Bernds : Kerry Barker
- 1958 : Gang War de Gene Fowler Jr. : Edie Avery
- 1988 : Doin' Time on Planet Earth de Charles Matthau : Mary Richmond
- 2005 : Un secret pour tous (Her Minor Thing) de Charles Matthau : Mme Porter

### Télévision (sélection)
Séries

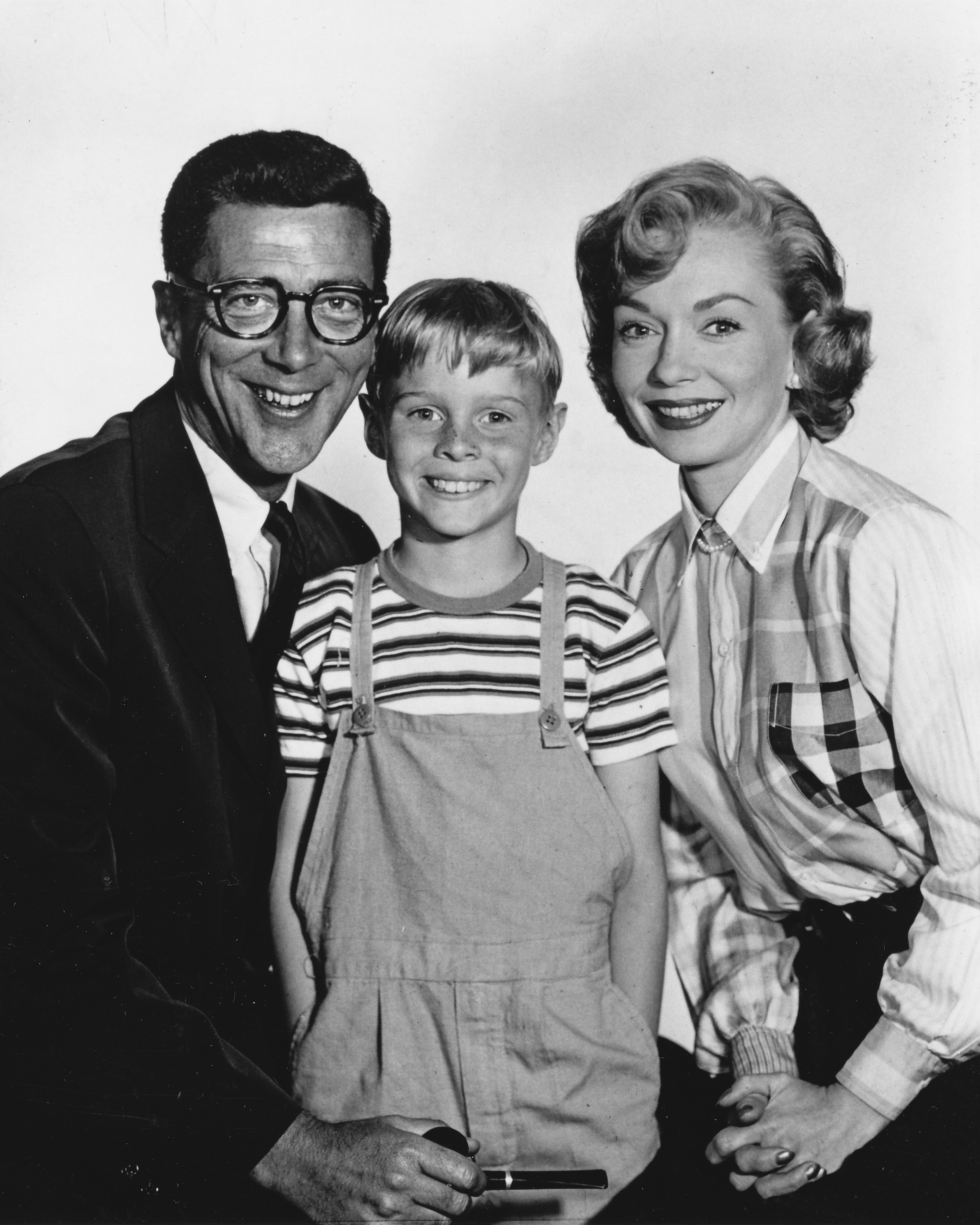
De g. à d. : Herbert Anderson, Jay North et Gloria Henry, dans la série Denis la petite peste (photo promotionnelle, vers 1959)

- 1957 : Perry Mason, première série
  - Saison 1, épisode 1 The Case of the Restless Redhead de William D. Russell : Helene Chaney
- 1958 : La Flèche brisée (Broken Arrow)
  - Saison 2, épisode 27 The Sisters de Richard L. Bare : Sœur Teresa
- 1959 : Monsieur et Madame détective (The Thin Man)
  - Saison 2, épisode 29 Nora Goes Over the Wall : Valerie
- 1959-1963 : Denis la petite peste (Dennis the Menace)
  - Saisons 1 à 5, 145 épisodes : Alice Mitchell
- 1963 : Adèle (Hazel)
  - Saison 3, épisode 11 Hazel and the Vanishing Hero de William D. Russell : Gloria King
- 1984 : Simon et Simon (Simon & Simon)
  - Saison 4, épisode 4 Jumeaux (The Dark Side of the Street) : la dame riche
- 1985 : Ricky ou la Belle Vie (Silver Spoons)
  - Saison 3, épisode 19 Quand allons-nous nous marier ?, 2e partie (Marry Me, Marry Me, Part II) de Jack Shea : Mme Summers
- 1989 : Vic Daniels, flic à Los Angeles (Dragnet ou The New Dragnet)
  - Saison 1, épisode 3 The Payback : Rhoda Beggin
- 1989-1990 : Dallas, première série
  - Saison 13, épisode 4 Boom (Ka-Booooom!, 1989) et épisode 13 Un conte des deux cités (A Tale of Two Cities, 1990) de Leonard Katzman : Mme Ona Evander
- 1990-1992 : Docteur Doogie (Doogie Howser, M.D.)
  - Saison 2, épisode 10 Don't Let the Turkeys Get You Down (1990) de David Carson et épisode 19 Nobody Expects the Spanish Inquisition (1991) : Irene O'Brien
  - Saison 4, épisode 9 Do the Right Thing... If You Can Figure Out What It Is (1992) : Barbara
- 1992 : Les Sœurs Reed (Sisters)
  - Saison 2, épisode 17 Une question de vie ou de mort (A Matter of Life and Death) : Eloise
- 2012 : Parks and Recreation
  - Saison 4, épisode 17 Campaign Shake-Up : Mary-Elizabeth Clinch

Téléfilms
- 1956 : Real George de Richard L. Bare
- 1983 : Rita Hayworth: The Love Goddess de James Goldstone : la deuxième secrétaire
- 1984 : Calamity Jane de James Goldstone : la dame